# Knut Holmann
Knut Holmann (* 31. července 1968 Oslo) je bývalý norský závodník v rychlostní kanoistice. Byl členem týmu Oslo Kajakklubb. Je trojnásobným olympijským vítězem: na Letních olympijských hrách 1996 vyhrál závod kajakářů na 1000 metrů, na Letních olympijských hrách 2000 byl první na tratích 500 m i 1000 m. Získal také dvě stříbrné a jednu bronzovou medaili. Je čtyřnásobným mistrem světa na kilometrové trati z let 1990, 1991, 1993 a 1995. Na mistrovství Evropy v rychlostní kanoistice je jeho největším úspěchem stříbrná medaile z roku 1997. V roce 1996 získal Fearnleyho cenu pro nejlepšího norského olympionika. Jeho manželkou je televizní moderátorka Vår Vibeke Staude.